# Teufelsküche (Obergünzburg)

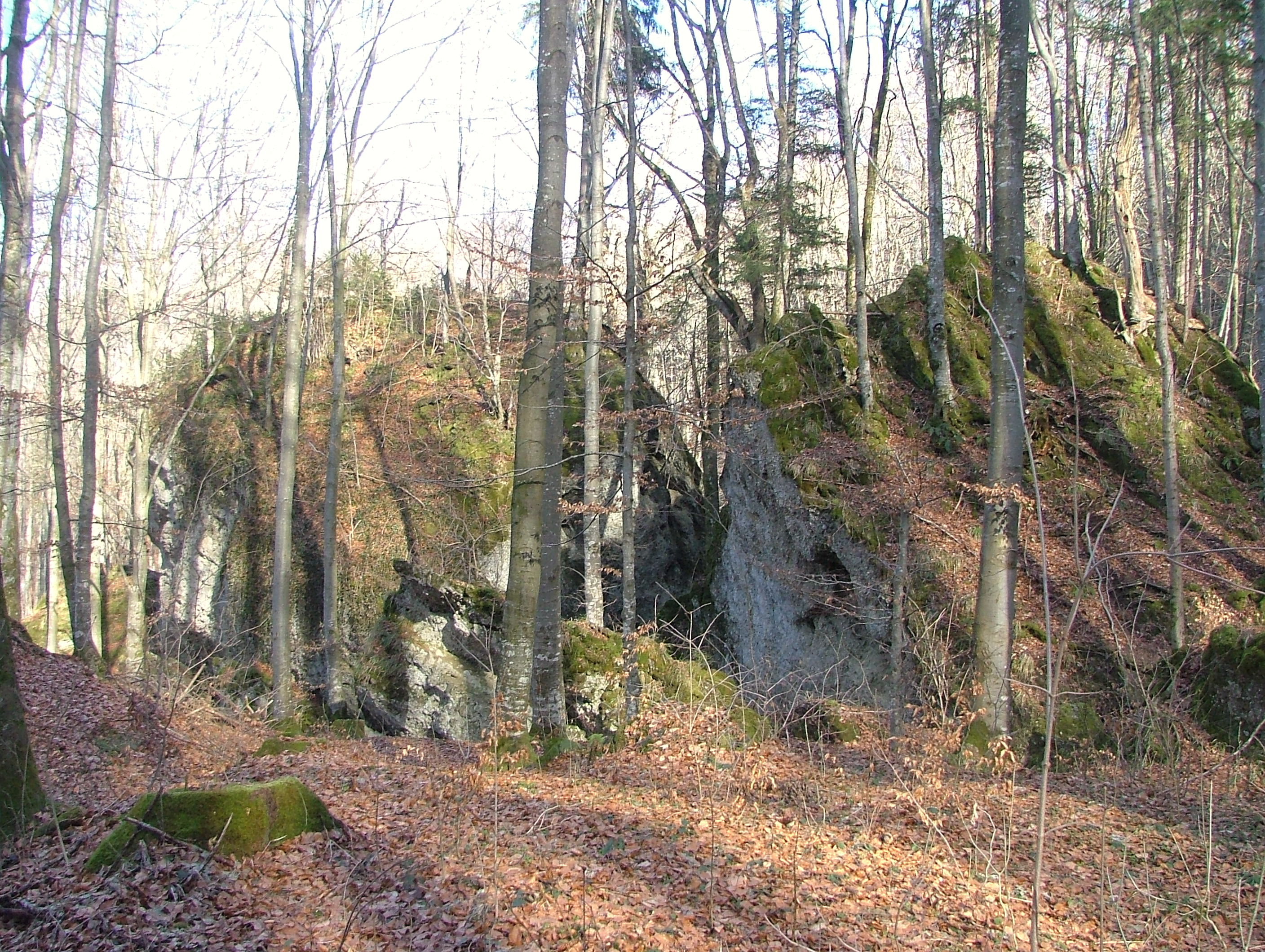
Die Teufelsküche zwischen Obergünzburg und Ronsberg

Die Teufelsküche ist eine Hangrutschung bei Obergünzburg im schwäbischen Landkreis Ostallgäu in Bayern. 

## Lage
Die Rutschung befindet sich im Tal der östlichen Günz zwischen Obergünzburg und Ronsberg. Sie besteht aus haushohen Felsblöcken, die nach der letzten Eiszeit aus der Steilwand des Tales herausgebrochen und den Hang hinuntergerollt oder -gerutscht sind.

## Entstehung
Die Schotter, aus denen die Nagelfluhblöcke der Teufelsküche und die Steilwand oberhalb bestehen, entstanden in der Mindelkaltzeit vor 475.000 bis 370.000 Jahren. Während dieser Zeit erreichte der Illergletscher seine größte Ausdehnung und lagerte bis zu 25 Meter mächtige Schotterschichten ab.
Die einzelnen Steine wurden durch Kalk miteinander verbunden und bildeten ein Konglomerat, das als Nagelfluh bezeichnet wird.
Die Östliche Günz grub sich tief durch die eiszeitlichen Schotter hindurch in die darunter liegende Schicht der Süßwassermolasse ein. Diese Sedimente, bestehend aus Sand und Mergel, bildeten einen instabilen Untergrund, so dass es nach der Würmkaltzeit, der jüngsten großräumigen Vergletscherung des Alpenraums, die vor 10.000 Jahren endete, zu großflächigen Felsstürzen kam.

## Geotop
Die Teufelsküche Obergünzburg ist vom Bayerischen Landesamt für Umwelt (LfU) als geowissenschaftlich wertvolles Geotop (Geotop-Nummer: 777R001) und als Naturdenkmal ausgewiesen. Es wurde auch vom LfU mit dem offiziellen Gütesiegel Bayerns schönste Geotope ausgezeichnet.

## Erreichbarkeit
An der Straße zwischen Obergünzburg und Ronsberg befindet sich ein kleiner Parkplatz mit Hinweisschild, an dem ein Waldweg abzweigt. Von dort aus ist die Teufelsküche zu Fuß in wenigen Minuten zu erreichen.

## Legende

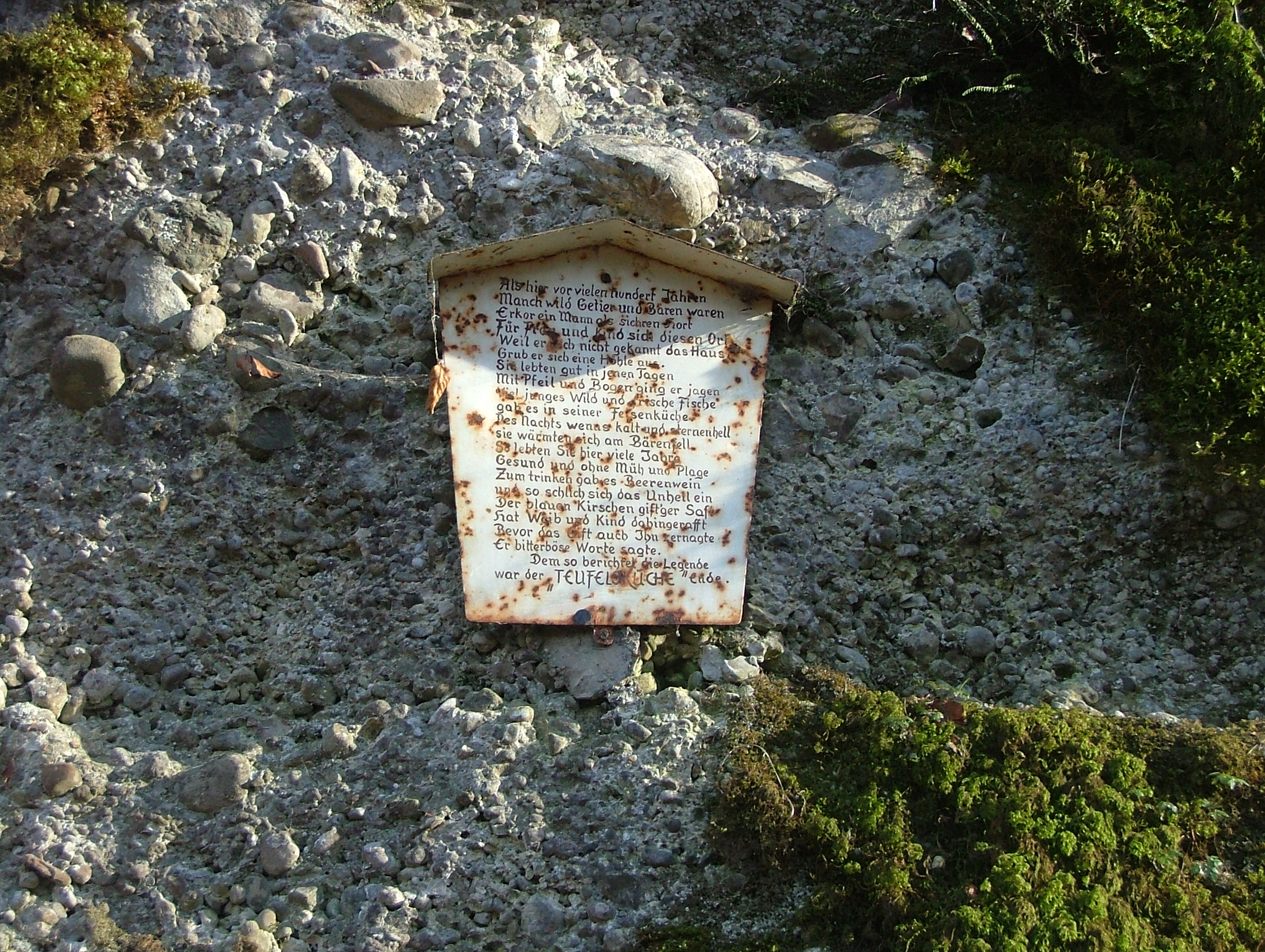
Die Legende von der Teufelsküche

Der Legende nach lebte in der heutigen Teufelsküche vor vielen hundert Jahren ein Mann mit Frau und Kind. Die gesammelten Pflanzen und bei der Jagd erlegten Tiere wurden in der Felsenküche zubereitet. Eines Tages wurde die Familie durch blaue Kirschen vergiftet und der Mann verfluchte den Ort, kurz bevor er starb.